# .338 Marlin express
El .338 Marlin Express fue desarrollado por Marlin Firearms y Hornady en conjunto, a partir del casquillo del .376 Steyr, con el objetivo de duplicar la balística del .30-06 Springfield, con un diseño que pueda ser compatible con armas de fuego de palanca con cargadores tubulares. 
Tal como se introdujo en la línea de cartuchos LEVERevolution de Hornady, sigue la lógica de diseño del .308 Marlin Express, replicando las velocidades de este pero con proyectiles mas pesados. 
Los rifles Marlin Modelo 338MX y 338MXLR que utilizan el mecanismo de la carabina Marlin Modelo 336 y son recamarados para el .338 Marlin Express.

## Historia, diseño y performance
Mientras que el .308 Marlin Express nace de la modificación del .307 Winchester, los ingenieros de Hornady y Marlin Firearms en colaboración previa con el fabricante de armas austriaco Steyr, empezaron el diseño aprovechando el casquillo del .376 Steyr.
Al casquillo del .376 Steyr se le dio con una pared más gruesa para poder soportar mayores presiones, luego se le redujo el cuello para alojar proyectiles de .338 pulgadas. 
El .308 Marlin Express, por otro lado, se fabricó usando un casquillo de pared delgada similar a la del casquillo del .307 Winchester, para darle una capacidad de carga adicional.
Aunque la correa de la caja más gruesa redujo la capacidad, las nuevas polvoras permiten que el .338 Marlin Express alcance velocidades similares al .338 Federal con presiones significativamente más bajas.
Luego, los ingenieros de Hornady se decidieron por el proyectil .338 de 200 granos similares a los usados en su línea de munición .338 Winchester Magnum . La bala existente se rehízo con una cubierta más delgada para promover mayor expansión al impacto en distancias más largas con velocidades reducidas. Este proyectil de .338" de 200 granos es capaz de impartir significativamente más energía que el 160 gr proyectil utilizado en el .308 Marlin Express, a pesar de velocidades de salida similares. 
Además, el alto coeficiente balístico del proyectil permite que el .338 Marlin Express mantenga la velocidad a mayores distancias que los cartuchos de palanca de gran calibre como .45-70, .444 Marlin o incluso el .450 Marlin de alto rendimiento. Aunque el gran peso de las balas de estos cartuchos les permite más energía de boca, la ventaja balística del proyectil del .338 Marlin Express comienza a mostrarse más allá de las 100 yardas. Después de ese punto, el proyectil del .338 Marlin Express retiene más energía que incluso el .450 Marlin. Al igual que el .308 Marlin Express, el .338 Marlin Express fue diseñado para ser un cartucho de tiro relativamente plano, aprovechando las balas que Hornady diseñó para las rondas. Su trayectoria es similar a la del .30-06 Springfield .

## Comparación

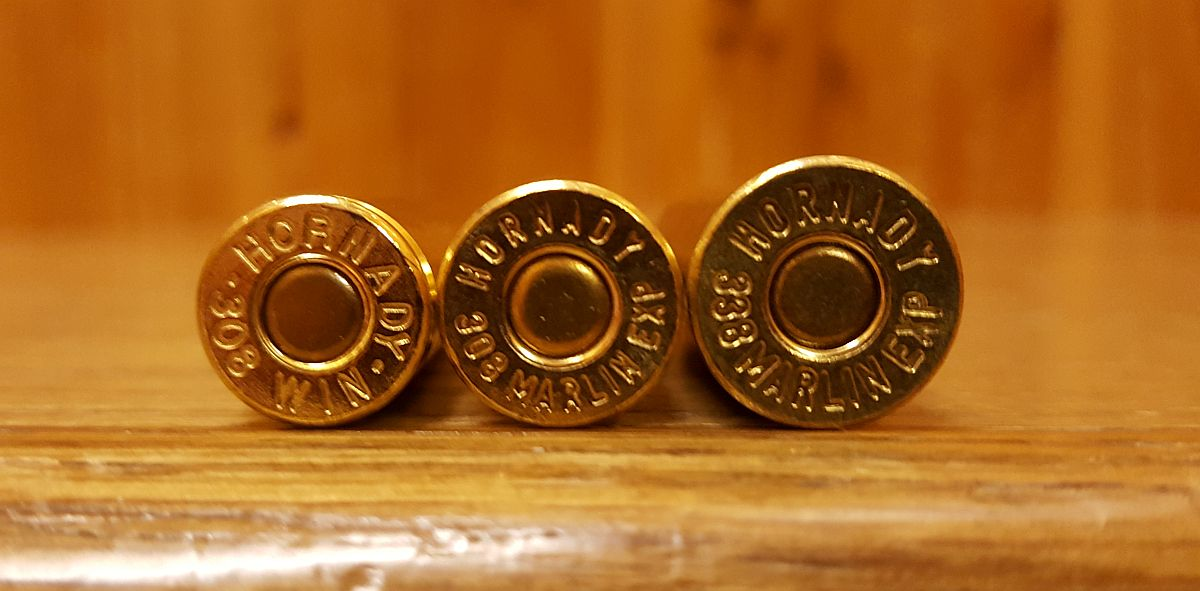
El .338 Marlin Express tiene un diámetro mayor que su compañero .308.

El .338 Marlin Express fue diseñado para producir un rendimiento similar al .30-06 Springfield . Esto daría a los cazadores que prefieren el mecanismo de palanca un mejor rendimiento con respecto al clásico .30-30 Winchester . 
Esta municion fue diseñada con una punta de elastómero, de modo que el proyectil .338 sería seguro para usar en los cargadores tubulares de los rifles de palanca . Las balas Spitzer tradicionales no son compatibles con los cargadores tubulares . Esto se debe al peligro de que la punta de bala dura y puntiaguda encienda el detonador de la bala que tiene delante por impulso de retroceso. La punta más suave elimina los peligros de apilar rondas puntiagudas de punta a punta en un cargador tubular.